# Longview Heights
Longview Heights az Amerikai Egyesült Államok északnyugati részén, Washington állam Cowlitz megyéjében elhelyezkedő statisztikai település. A 2010. évi népszámlálási adatok alapján 3851 lakosa van.

## Népesség
A település népességének változása:
| Lakosok száma | 3513 | 3851 | 4033 |
|               | 2000 | 2010 | 2020 |